# Мерше, Дезире
Дезире Мерше (фр. Désiré Merchez; 16 августа 1882, Лилль — 8 июля 1968, Ницца) — французский ватерполист и пловец, двукратный бронзовый призёр летних Олимпийских игр 1900.
В водном поло На Играх Мерше входил в состав второй французской команды. Сначала она обыграла немецкую команду в четвертьфинале, но потом, в полуфинале, её обыграла британская сборная. Матч за третье место не проходил, и поэтому Мерше сразу получил бронзовую медаль.
Кроме того, Мерше также участвовал в нескольких плавательных гонках. Он занял последнее место в полуфинале на 1000 м вольным стилем и третье место в командной гонке на 200 м.